# Роско Гілл
Роско Гілл (англ. Roscoe Hill; 9 листопада 1994) — американський боксер, призер чемпіонату світу серед аматорів.

## Аматорська кар'єра
На чемпіонаті світу 2021 завоював срібну медаль.
- В 1/16 фіналу переміг Маріо Лавегара (Домініканська Республіка) — RSC
- В 1/8 фіналу переміг Артура Оганесяна (Вірменія) — 4-1
- У чвертьфіналі переміг Федеріко Серра (Італія) — 4-1
- У півфіналі переміг Ахтема Закірова (Росія) — 5-0
- У фіналі програв Сакену Бібосинову (Казахстан) — 0-5

На Панамериканських іграх 2023 здобув дві перемоги, у півфіналі програв Хуніору Алькантара (Домініканська Республіка) і завоював бронзову медаль. 
У березні 2024 року переміг трьох суперників, а у чвертьфіналі програв на першому ліцензійному турнірі до Олімпійських ігор 2024. У травні 2024 року на другому ліцензійному турнірі здобув три перемоги і кваліфікувався на Олімпіаду 2024.
На Олімпійських іграх 2024 здобув перемогу над Омід Ахмадісафа і програв Білалу Беннама (Франція).